# Fiat 1500 Coupé
La Fiat 1500 Coupé est une voiture sportive type Coupé, fabriquée par le constructeur italien Fiat dans sa filiale argentine Fiat Concord à partir de 1966.

## Histoire
Dans les années 1960, Fiat était le plus important constructeur automobile du pays et détenait presque un quart du marché local. Les argentins, amateurs de voitures sportives, demandaient la production de voitures à fort caractère avec des lignes plus agressives que celles proposées par les filiales des constructeurs américains. La filiale argentine de Fiat rechercha un véhicule original qui puisse correspondre à ces exigences.
Lorsque Fiat Italie présente, en 1963, la gamme des familiales Fiat 1300/1500, certains carrossiers célèbres ont utilisé cette base pour développer des projets de dérivés sportifs et "fuoriserie".

### Vignale
Ce fut la Carrozzeria Vignale qui présenta en 1963 une version coupé très réussie, sur la base d'un dessin signé Giovanni Michelotti. Entre 1963 et 1965, Vignale fabriqua 125 exemplaires de la première série du coupé et 30 exemplaires de la seconde série. Cette production venait s'ajouter aux modèles Coupé & Cabriolet officiellement distribués sous la marque Fiat et construits par Pininfarina.
En 1966, la filiale argentine Fiat Concord acquiert la licence de fabrication de cette version coupé et la fabriquera en Argentine. Il faut noter que Fiat Italie n'a jamais construit ni commercialisé ce modèle.

## Caractéristiques
Les voitures étaient équipées du moteur Fiat type 115.C de 1 481 cm3 développant 81 ch (60 kW) à 5 200 tr/min.
Cette voiture a pris presque un an pour être certifiée dans la catégorie nationale tourisme. Elle a pu faire ses débuts dans le Grand Prix de l'ACA 1967. Ce coupé 1500, est resté une référence dans la mémoire automobile sportive argentine grâce aux trophées remportés avec des pilotes argentins illustres comme Carlos Reutemann, Mauricio Franco, Miguel Angel Galluzzi "Chino" Rodriguez Canedo.
Les modèles produits en 1970, la dernière année de sa production, ont été équipés du moiteur Fiat 115 C de 1.625 cm3 développant 

## La Fiat 1600 Sport
En 1969, Fiat remplace sa gamme 1500 par la Fiat 1600, et conçoit une nouvelle version pour le coupé qui dispose du moteur de 1 625 cm3 de la berline.
Toutes les carrosseries habillant les versions coupé sportifs de l'époque s'inspiraient de la Fiat 850 Coupé avec sa ligne très profilée et l'arrière tranché, baptisé "coda tronca" en Italie.
La nouvelle Fiat 1600 Sport a été dévoilée en fin d'année 1969. Cette nouvelle carrosserie avait une meilleure aérodynamique à des vitesses élevées et offrait une plus grande adhérence aux roues arrière motrices. Pour la première fois en Argentine, un coupé était équipé en série de phares à iode et des jantes en alliage recevant des pneumatiques de 175 mm de large. Elle était équipée du même moteur que la berline, le Fiat 115C de 1 625 cm3 mais développant 95 Ch SAE à 5.300 tr/min avec un carburateur Weber DCHC ou Solex C34 PARA 2, autorisant une vitesse maximale de 160 km/h.
La voiture reprend la plateforme de la nouvelle berline dont les dimensions sont très voisines mais le dessin de la face avant s'inspire de la Fiat 850 Coupé italienne avec des doubles phares avant dont ceux de route sont logés dans la calandre. La ligne générale évolue peu par rapport au modèle précédent.
Comme la berline, en 1972, la 1600 Sport est remplacée par la Fiat 125 Sport qui conservera quasiment la même carrosserie avec quelques modifications esthétiques.